# Manubata
Manubata ist eine osttimoresische Aldeia im Suco Hoholau (Verwaltungsamt Aileu, Gemeinde Aileu). 2015 lebten in der Aldeia 179 Menschen.

## Geographie und Einrichtungen
Die Aldeia Manubata liegt im Nordosten des Sucos Hoholau. Südlich befindet sich die Aldeia Saharai, östlich die Aldeia Mau-Uluria und nördlich die Aldeia Aslimhati. Im Westen liegt jenseits des Flusses Gleno die Gemeinde Ermera mit ihrem Suco Lauala (Verwaltungsamt Ermera). Der Gleno ist ein Nebenfluss des Lóis. Der Manomau, ein Zufluss des Gleno, durchquert Manubata. Der Hauptort Ouelae ist über eine Straße mit Acolimamate im Nordosten und der restlichen Außenwelt verbunden. Eine kleine Straße führt nach Süden in die Dörfer der Aldeia Saharai. Ouelae liegt auf einer Meereshöhe von 1435 m, in Richtung Gleno sinkt das Land auf unter 1000 m ab.
In Ouelae steht eine Grundschule. Außerdem gibt es hier ein Wassertank.

## Politik
2023 wurde Filipe Lequi Magno zum Chefe de Aldeia gewählt.